# حسين أباد (كليائي)
حسین أباد (بالفارسية: حسین‌آباد) هي قرية تقع في إيران في قسم کلیائي الريفي. يقدر عدد سكانها بـ 223 نسمة .